# جونينيو (لاعب كرة قدم مواليد 1987)
جونينيو (بالبرتغالية: José Artur de Melo Júnior‏) هو لاعب كرة قدم برازيلي في مركز الهجوم، ولد في 7 مارس 1987 في ساو باولو في البرازيل. لعب مع سانتو أندريه ونادي سانتوس.

## وصلات خارجية
- جونينيو (لاعب كرة قدم مواليد 1987) على موقع قاعدة بيانات كرة القدم.إي يو (الإنجليزية)
- جونينيو (لاعب كرة قدم مواليد 1987) على موقع Soccerway.com (الإنجليزية)